# 劉大霖
刘大霖（1596年—1635年），字孟良，号心琼，广东临高县（今属海南）郭都人，明朝政治人物，同进士出身。

## 生平
万历四十三年（1615年）乙卯科舉人，四十七年（1619年）登己未科进士，授吏部观政、大理寺评事，因患病致使下肢瘫痪，不能赴任，于是归隐不仕。

## 家族
曾祖劉金銘。祖父劉世宜。父劉珎。